# Kabinett Gerbrandy II

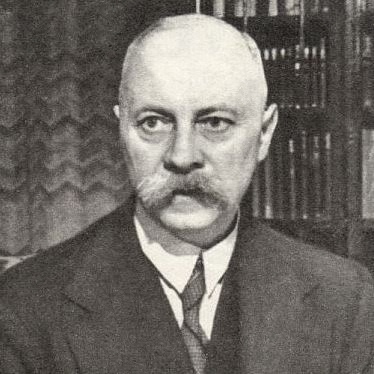
Ministerpräsident Pieter Sjoerds Gerbrandy.

Das Kabinett Gerbrandy II war die Regierung der Niederlande vom 27. Juli 1941 bis zum 23. Februar 1945 unter Ministerpräsident Pieter Sjoerds Gerbrandy. Das Kabinett war eines der sogenannten „Londoner Kabinette“, da dort während der deutschen Besetzung der Niederlande die Regierung residierte. Als Premierminister war Gerbrandy ein unermüdlicher Kämpfer für die niederländische Sache und inspirierte wie Königin Wilhelmina den niederländischen Widerstand durch Radioansprachen in Radio Oranje, „De stem van strijdend Nederland“ („Die Stimme der kämpfenden Niederlande“), ein ab dem 28. Juli 1940 über die BBC gesendetes Programm. Es kam zu verschiedenen Ministerwechseln, bei denen auch das Verhältnis der Minister zur Königin eine wichtige Rolle spielte. Das Kabinett setzte die Vorbereitungen für den Wiederaufbau der Niederlande nach dem Krieg fort. 
Am 7. Dezember 1941 wurde dem Japanischen Kaiserreich der Krieg erklärt. Neben dem Kampf gegen Deutschland und Japan beschäftigte sich das Kabinett vor allem mit der Vorbereitung der Nachkriegsverwaltung. Es wurden Pläne für den Prozess gegen „falsche“ Niederländer, für die Rückkehr der heimischen Regierung und für die Erholung der Wirtschaft gemacht. Auch das Verhältnis zu den Überseegebieten wurde berücksichtigt. Eine Radioansprache, die Innenminister Jaap Burger (SDAP) am 27. Januar 1945 auf Drängen Gerbrandys hielt, führte zum Rücktritt Burgers. Burger war der Ansicht, dass zwischen „falschen“ Niederländern und Niederländern, die Fehler gemacht hatten, unterschieden werden sollte. Das Vorgehen des Ministerpräsidenten, der seine Kollegen nicht informiert hatte, wurde von den anderen sozialdemokratischen Ministern verurteilt. Sie reichten auch ihre Rücktritte ein, was zum Sturz des Kabinetts führte. Das dritte Kabinett Gerbrandy trat sein Amt am 23. Februar 1945 an.

## Politische Situation

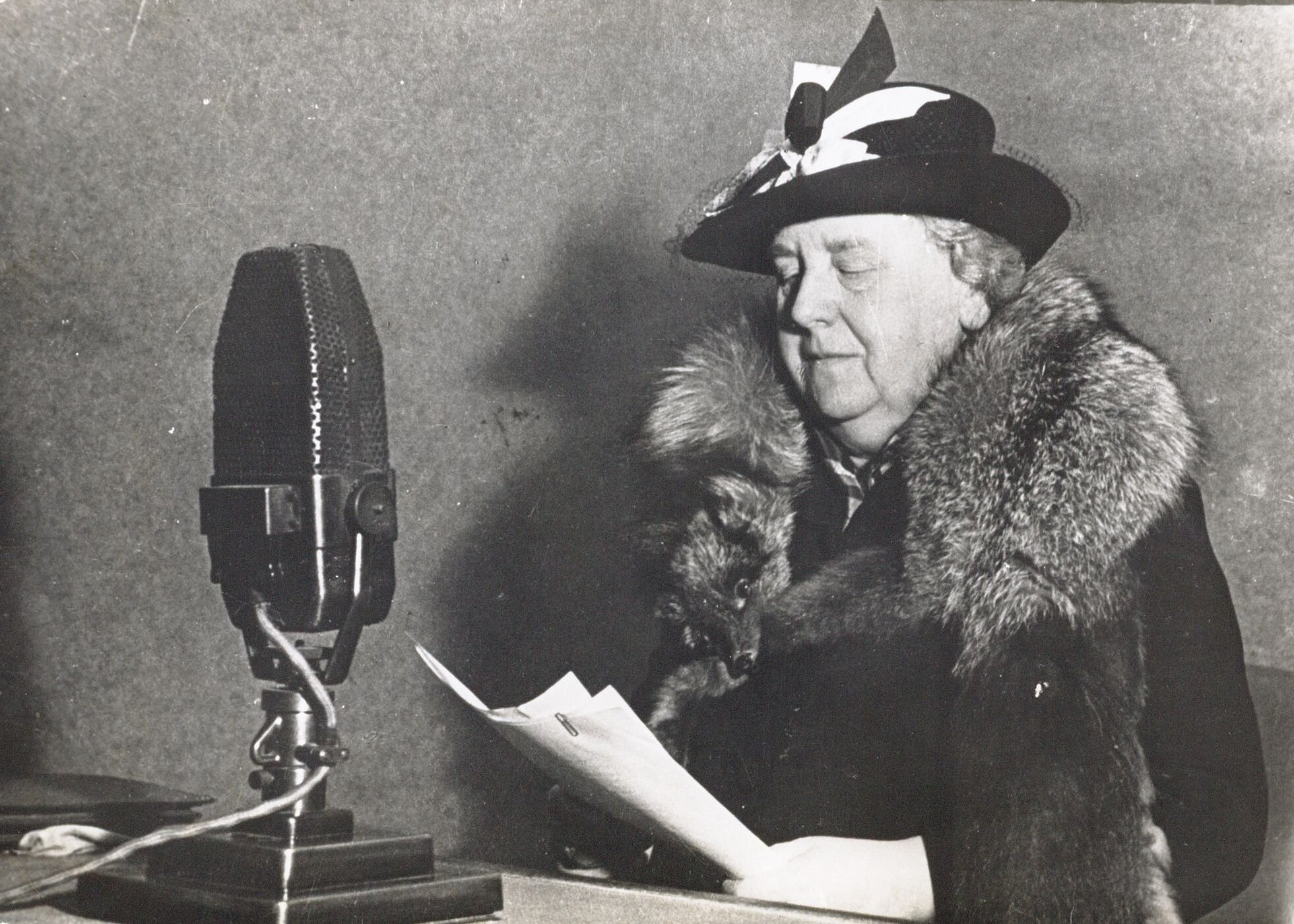
Königin Wilhelmina befand sich nach der deutschen Besetzung der Niederlande 1940 wie die Regierung der Niederlande im Exil in London.

Im Juli 1942 wurde die Sowjetunion anerkannt und im Juli 1943 wurde beschlossen, die 1926 aufgelöste Botschaft beim Heiligen Stuhl wiederherzustellen. Am 7. Dezember 1942 kündigte Königin Wilhelmina in einer Radioansprache an, dass sich die Beziehungen zwischen den Niederlanden und Niederländisch-Ostindien nach dem Krieg ändern würden.
Im Dezember 1943 wurden drei Entscheidungen erlassen, die die Sonderjustiz der Nachkriegszeit regelten. Die Todesstrafe wurde wieder eingeführt und die Strafe für andere Verbrechen, wie zum Beispiel Feindhilfe, erhöht. Es würde dafür Sondergerichte und einen Berufungsgerichtshof (Raad van Cassatie) geben. Im Januar 1944 wurde ein Reinigungsdekret verabschiedet, wonach Beamte bei „falschem“ Verhalten suspendiert oder entlassen werden konnten. Es bestand auch die Möglichkeit einer Unterlassungsanordnung, wonach eine Untersuchung des Verhaltens eingeleitet werden konnte. Im September 1944 wurde ein weiterer Säuberungsplan für die Presse eingeführt. Im September 1944 erließ ein Königlicher Beschluss (Koninklijk besluit) die Entscheidung eines Tribunals zur Bestrafung von unpatriotischem Verhalten während der Besatzung, wie z. B. der Unterstützung des Feindes, der Mitgliedschaft in der National-Sozialistischen Bewegung NSB  (Nationaal-Socialistische Beweging) und dem Profit aus der Besatzung. Zu den Strafen gehörten Internierung, Verlust des Stimmrechts und Beschlagnahmung von Vermögenswerten.

## Mitglieder des Kabinetts und Regierungsumbildungen

### Mitglieder des Kabinetts
Dem Kabinett gehörten folgende Personen an:
| Amt                                                        | Amtsinhaber                                                                                        | Partei                          | Beginn der Amtszeit                                           | Ende der Amtszeit                                                |
| ---------------------------------------------------------- | -------------------------------------------------------------------------------------------------- | ------------------------------- | ------------------------------------------------------------- | ---------------------------------------------------------------- |
| Ministerpräsident                                          | Pieter Sjoerds Gerbrandy                                                                           | ARP                             | 27. Juli 1941                                                 | 23. Februar 1945                                                 |
| Minister für Allgemeine Angelegenheiten                    | Hendrik van Boeijen (kommissarisch) Hendrik van Boeijen                                            | CHU                             | 27. Juli 1941 31. Mai 1944                                    | 31. Mai 1944 23. Februar 1945                                    |
| Minister für die allgemeine Kriegsführung des Königreichs  | Pieter Sjoerds Gerbrandy                                                                           | ARP                             | 21. Mai 1942                                                  | 23. Februar 1945                                                 |
| Außenminister                                              | Eelco van Kleffens                                                                                 | Parteiloser                     | 27. Juli 1941                                                 | 23. Februar 1945                                                 |
| Justizminister                                             | Pieter Sjoerds Gerbrandy Jan van Angeren Gerrit Jan van Heuven Goedhart                            | ARP RKSP Parteiloser            | 27. Juli 1941 21. Februar 1942 11. Juli 1944                  | 21. Februar 1942 11. Juli 1944 23. Februar 1945                  |
| Innenminister                                              | Hendrik van Boeijen Jaap Burger Hendrik van Boeijen (kommissarisch)                                | CHU SDAP CHU                    | 27. Juli 1941 31. Mai 1944 27. Januar 1945                    | 31. Mai 1944 27. Januar 1945 23. Februar 1945                    |
| Minister für Unterricht, Kunst und Wissenschaften          | Gerrit Bolkestein                                                                                  | VDB                             | 27. Juli 1941                                                 | 23. Februar 1945                                                 |
| Finanzminister                                             | Max Steenberghe (kommissarisch) Willem Albarda (kommissarisch) Johannes van den Broek              | RKSP SDAP Liberaler Parteiloser | 27. Juli 1941 17. November 1941 9. Dezember 1942              | 17. November 1941 9. Dezember 1942 23. Februar 1945              |
| Kriegsminister                                             | Hendrik van Boeijen (kommissarisch) Otto Cornelis Adriaan van Lidth de Jeude                       | CHU LSP                         | 27. Juli 1941 15. September 1942                              | 15. September 1942 23. Februar 1945                              |
| Marineminister                                             | Luitenant-admiraal Johan Furstner                                                                  | Liberaler Parteiloser           | 27. Juli 1941                                                 | 23. Februar 1945                                                 |
| Minister für Wasserwirtschaft                              | Willem Albarda                                                                                     | SDAP                            | 27. Juli 1941                                                 | 23. Februar 1945                                                 |
| Minister für Handel, Industrie und Schifffahrt             | Max Steenberghe Jan van den Tempel (kommissarisch) Piet Kerstens                                   | RKSP SDAP RKSP                  | 27. Juli 1941 17. November 1941 8. Januar 1942                | 17. November 1941 8. Januar 1942 31. Mai 1944                    |
| Minister für Landwirtschaft und Fischerei                  | Max Steenberghe (kommissarisch) Jan van den Tempel (kommissarisch) Piet Kerstens                   | RKSP SDAP RKSP                  | 27. Juli 1941 17. November 1941 8. Januar 1942                | 17. November 1941 8. Januar 1942 31. Mai 1944                    |
| Minister für Handel, Industrie und Landwirtschaft          | Johannes van den Broek (kommissarisch)                                                             | Liberaler Parteiloser           | 31. Mai 1944                                                  | 23. Februar 1945                                                 |
| Minister für Schifffahrt und Fischerei                     | Jim de Booy                                                                                        | Liberaler Parteiloser           | 31. Mai 1944                                                  | 23. Februar 1945                                                 |
| Sozialminister                                             | Jan van den Tempel                                                                                 | SDAP                            | 27. Juli 1941                                                 | 23. Februar 1945                                                 |
| Kolonialminister                                           | Charles Welter Pieter Sjoerds Gerbrandy (kommissarisch) Pieter Sjoerds Gerbrandy Hubertus van Mook | RKSP ARP Parteiloser            | 27. Juli 1941 17. November 1941 21. Februar 1942 21. Mai 1942 | 17. November 1941 21. Februar 1942 21. Mai 1942 23. Februar 1945 |
| Minister ohne Geschäftsbereich beim Außenminister          | Edgar Michiels van Verduynen                                                                       | Liberaler Parteiloser           | 1. Januar 1942                                                | 23. Februar 1945                                                 |
| Minister ohne Geschäftsbereich beim Kolonialminister       | Pangeran Adipati Soejono                                                                           | Parteiloser                     | 9. Juni 1942                                                  | 5. Januar 1943                                                   |
| Minister ohne Geschäftsbereich für Rückkehrangelegenheiten | Jaap Burger                                                                                        | SDAP                            | 11. August 1943                                               | 31. Mai 1944                                                     |

### Regierungsumbildungen

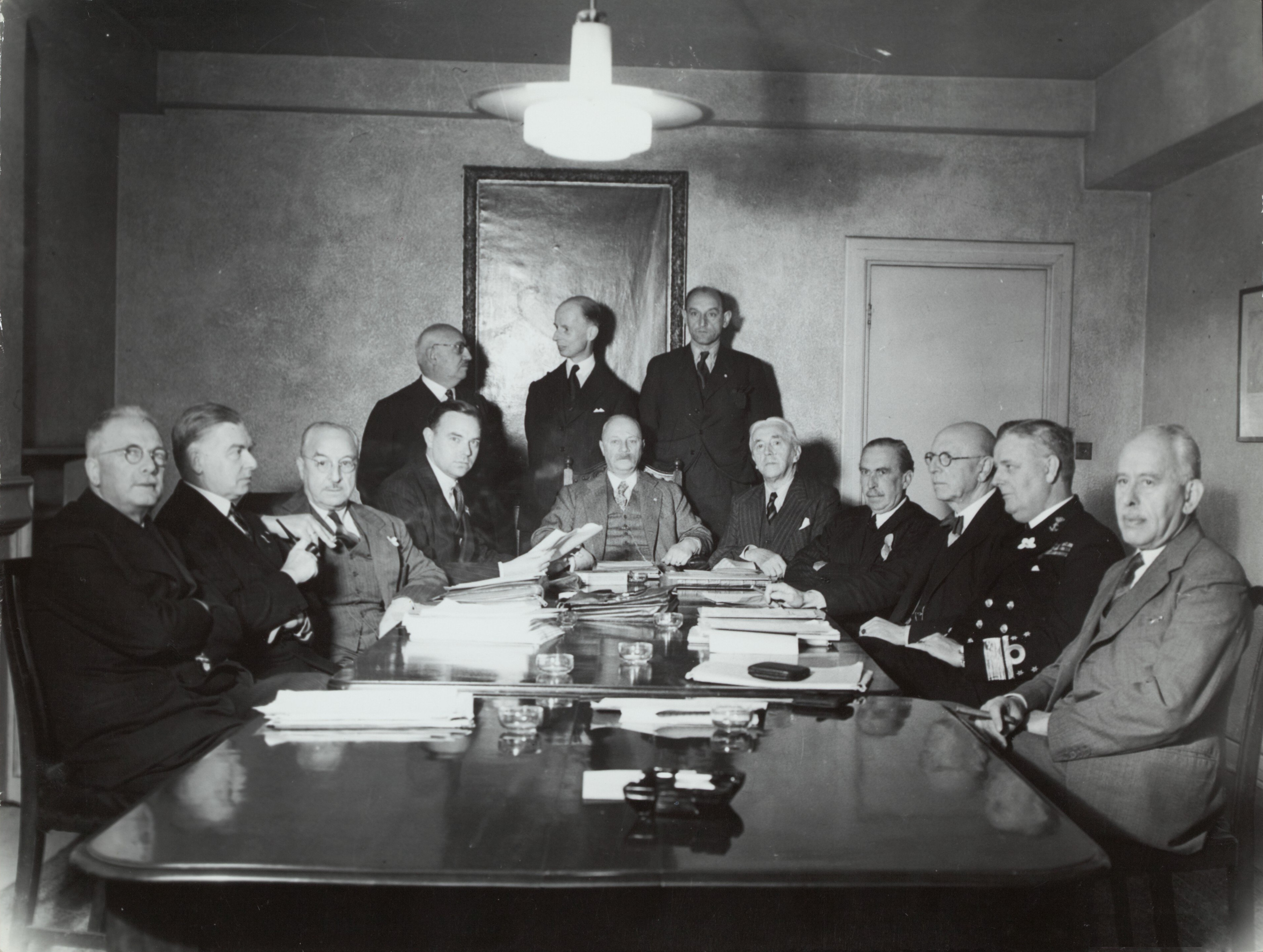
Sitzung des zweiten Kabinetts Gerbrandy (Mitte 1944).

Das Kolonialministerium wurde im Juli 1941 von Ministerpräsident Gerbrandy übernommen. Als er im Mai 1942 Minister für allgemeine Kriegsführung wurde, übernahm der katholische Generalsekretär Van Angeren das Amt des Justizministers von Gerbrandy, während Vizegouverneur General Van Mook 1942 von Niederländisch-Ostindien über Australien nach London kam und im Mai desselben Jahres Kolonialminister wurde. Um Außenminister Van Kleffens zu unterstützen, wurde der Botschafter in London, Michiels van Verduynen, im Dezember 1941 zum Minister ohne Geschäftsbereich ernannt. Steenberghe wurde im Januar 1942 von Kerstens, einem Katholiken aus Niederländisch-Ostindien, als Handelsminister abgelöst. Sein Nachfolger im Finanzministerium wurde im Dezember 1942 der Unternehmer Van den Broek. Im Juni 1942 wurde mit Soejono ein Minister ohne Geschäftsbereich ostindischer Abstammung ernannt. Er starb jedoch bereits im Januar 1943.
Im September 1942 wurde der liberale ehemalige Minister Van Lidth de Jeude Kriegsminister. Ein zweiter Unternehmer, der dem Kabinett beitrat, war de Booy. Ihm wurde das neue Amt als Minister für Schifffahrt und Fischerei übertragen. Im August 1943 wurde Burger in das Kabinett aufgenommen. Zunächst war er Minister ohne Geschäftsbereich, später Innenminister. In beiden Positionen ging es ihm um die „Rückkehrpolitik“: die Vorbereitung auf die Wiederherstellung von Demokratie und Rechtsstaatlichkeit nach der Befreiung. Konflikte unter anderem um die künftige Führung der Polizei und die Lebensmittelversorgung der Nachkriegszeit führten im Mai und Juli 1944 zum Rücktritt von Kerstens und Van Angeren. Im Juli 1944 trat der Journalist Van Heuven Goedhart dem Kabinett als Justizminister bei.